# Carex elliottii
Carex elliottii är en halvgräsart som beskrevs av Ludwig David von Schweinitz och John Torrey. Carex elliottii ingår i släktet starrar, och familjen halvgräs. Inga underarter finns listade i Catalogue of Life.